# Andrias
Genre
Synonymes
- Proteocordylus Eichwald, 1831
- Megalobatrachus Tschudi, 1837
- Sieboldia Gray, 1838
- Hydrosalamandra Leuckart, 1840
- Tritogenius Gistel, 1848
- Tritomegas Duméril, Bibron & Duméril, 1854
- Plicagnathus Cook, 1917

Andrias est un genre d'urodèles de la famille des Cryptobranchidae.

## Répartition
Les deux espèces de ce genre se rencontrent au Japon et dans l'ouest de la Chine.

## Liste des espèces
Selon Amphibian Species of the World (20 février 2014) :
- Andrias davidianus (Blanchard, 1871) — Salamandre géante de Chine
- Andrias japonicus (Temminck, 1836) — Salamandre géante du Japon

et les espèces fossiles :
- †Andrias bohemicus Laube, 1897
- †Andrias matthewi Cook, 1917
- †Andrias scheuchzeri (Holl, 1831)

## Publication originale
- Tschudi, 1837 : Über den Homo diluvii testis, Andrias Scheuchzeri. Neues Jahrbuch für Mineralogie, Geognosie, Geologie und Petrefakten-Kunde. Stuttgart, vol. 5, p. 545-547.